# Мургаб (Таджикистан)
Мурга́б (тадж. Мурғоб) — посёлок городского типа (с 2019) в Восточном Таджикистане, административный центр Мургабского района Горно-Бадахшанской автономной области.
Единственный населённый пункт в джамоате (общине) Мургаб Мургабского района.

## Описание

### География и климат
Поселок расположен на Памире, на высоте более 3600 метров над уровнем моря и является самым высокогорным населенным пунктом на территории бывшего СССР. Поселок лежит у слияния рек Мургаб и Акбайтал в 225 км от Хорога и 229 км от Сары-Таша. На южной оконечности кишлака находится вход в Мадианскую долину. Имеется туристическая база. Климат отличается значительными амплитудами температур: до -50 °C зимой и до +40 °C летом.
Климат в посёлке — аридный. В течение года практически нет осадков. По классификации климатов Кёппена — сухой климат холодных пустынь (индекс BWk). Среднегодовая температура в посёлке Мургаб — +0,3 °C, среднегодовая норма осадков — 72 мм.
| Показатель                    | Янв.  | Фев.  | Март  | Апр. | Май  | Июнь | Июль | Авг. | Сен. | Окт. | Нояб. | Дек.  | Год  |
| ----------------------------- | ----- | ----- | ----- | ---- | ---- | ---- | ---- | ---- | ---- | ---- | ----- | ----- | ---- |
| Средний суточный максимум, °C | −10,9 | −8,8  | −2,5  | 5,8  | 10,9 | 16,3 | 20,4 | 20,3 | 15,1 | 7,9  | −0,2  | −7,5  | 5,6  |
| Средняя температура, °C       | −15,5 | −13,3 | −6,5  | 1,2  | 5,7  | 10,3 | 13,8 | 13,7 | 8,6  | 2,1  | −4,9  | −11,5 | 0,3  |
| Средний суточный минимум, °C  | −20   | −17,7 | −10,4 | −3,3 | 0,5  | 4,3  | 7,2  | 7,1  | 2,1  | −3,7 | −9,6  | −15,5 | −4,9 |
| Норма осадков, мм             | 4     | 4     | 5     | 7    | 11   | 9    | 9    | 10   | 4    | 3    | 1     | 5     | 72   |
| Источник:                     |       |       |       |      |      |      |      |      |      |      |       |       |      |

### Инфраструктура
Мургаб расположен на соединении Памирского тракта и дороги через перевал Кульма, на территории Китая, выходящей на Каракорумское шоссе. В посёлке имеются больница, базар, бани, несколько гостевых домов. Расквартированы несколько воинских частей, в том числе Мургабский пограничный отряд.

## Население
Население по данным переписи населения 2022 года составляет 8500 человек.
| 2010 | 2015 | 2021 | 2022 |
| ---- | ---- | ---- | ---- |
| 6365 | 7468 | 8400 | 8500 |

## История
На месте нынешнего города в 1892—1893 годах стояло укрепление с названием Шаджанский пост, командиром которого был капитан Генерального штаба П. А. Кузнецов. Несмотря на это, длительное время считалось, что Мургаб основан в 1893 году как главное русское укрепление на Памире под названием Памирский пост. Строителем укрепления был военный инженер штабс-капитан Серебренников. По другим, более поздним публикациям основан 26 (ст.ст. 13) июля 1903 года как новые казармы русского укрепления на Памире с названием «Памирский пост» располагавшегося до этого в кишлаке Куни Курган. Строителем укрепления был военный инженер подполковник Николай Никитич Моисеев под началом начальника Памирского отряда капитана А. Е. Снесарева.
29 сентября 2013 года в центре поселка Мургаб Республики Таджикистан состоялось открытие мемориальной доски на месте, где в 1892—1893 годах стоял первый на Памире пограничный отряд Российской империи — Шаджанский. Место стоянки Шаджанского погранотряда ранее вызывало споры, теперь же это установлено благодаря обнаруженным ульяновцем Н. Захарчевым архивным документам и фотографиям из архива семьи Снесаревых, которые были переданы Евгенией Андреевной Снесаревой в архив Института востоковедения Академии наук (ИВАН) — ныне Институт восточных рукописей РАН. Большую помощь в этом деле ему оказали внучка русского геополитика и этнографа А. Е. Снесарева — Анна Андреевна, праправнучка легендарного генерала, «старого туркестанца» М. Е. Ионова — Н. Д. Кареева, писатель Б. Г. Белоголовый и ветеран погранвойск В. Сорокин. Оказали содействие появлению этого памятного знака местные жители — руководитель Фонда им. Э. Кивикэса А. Бекмуроди, тележурналист Т. Гадомамадов, глава района М. А. Джожбаев, директор турфирмы «Pamir-Fortess Co» У. Абибов и сотрудник Таджикского национального парка Т. Акёлов.

## Происшествия
7 сентября 1966 года самолёт Душанбинского объединённого авиаотряда Таджикского УГА Ан-2 (бортовой номер СССР-79816), перевозивший геологов и огнеопасный груз (бензин, ацетон) по маршруту Душанбе — Мургаб — Базардар, потерпел катастрофу при попытке вынужденной посадки в горной местности в 60 км западнее села Мургаб. Погибли все 6 человек, находившиеся на борту. Причинами катастрофы явились пожар самолета в воздухе из-за воспламенения случайно пролитого ацетона и нарушение правил перевозки опасных грузов.